# Gorłówko
Gorłówko [ɡɔrˈwufkɔ] es un pueblo ubicado en el distrito administrativo de Gmina Stare Juchy, dentro del Distrito de Ełk, Voivodato de Varmia y Masuria, en Polonia del norte.
Se encuentra aproximadamente a 6 kilómetros al noreste de Stare Juchy, a 19 kilómetros al noroeste de Ełk, y a 115 kilómetros al este de la capital regional Olsztyn.